# Große Ungarische Tiefebene

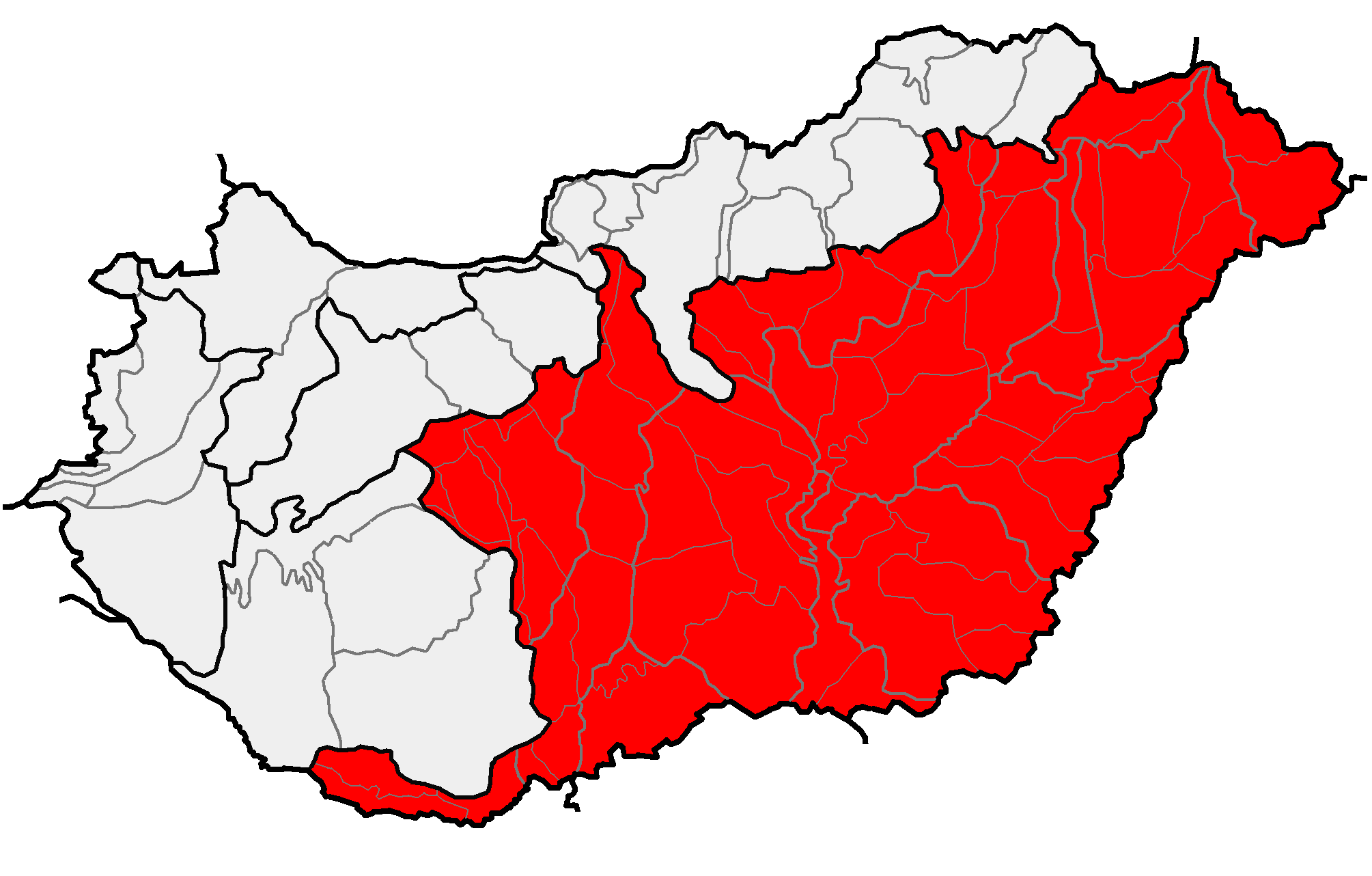
Die Große Ungarische Tiefebene, ungarischer Anteil

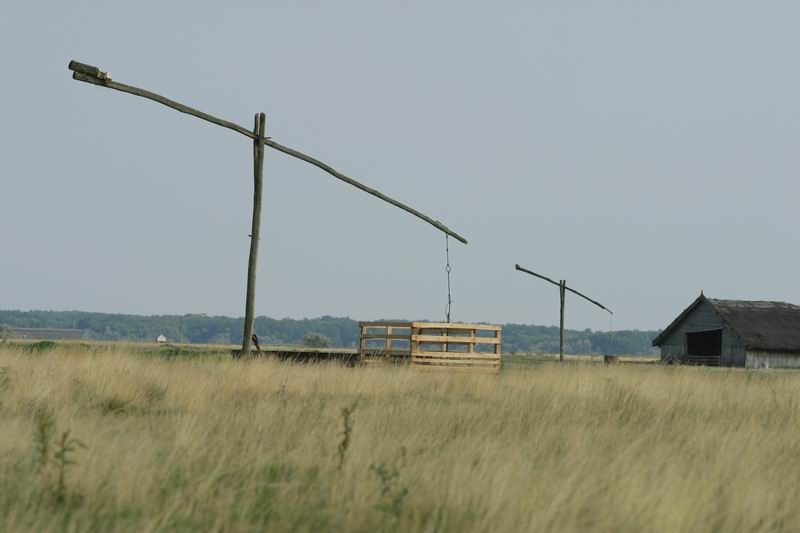
Große Ungarische Tiefebene in der Hortobágy-Puszta

Die Große Ungarische Tiefebene (ungarisch (Nagy-)Alföld, slowakisch Veľká dunajská kotlina) ist ein Teil der Pannonischen Tiefebene, der sich im Ostteil von Ungarn, in Teilen Rumäniens, Serbiens und Kroatiens und am Rand der Slowakei („Ostslowakisches Tiefland“) und der Ukraine („Transkarpatisches Tiefland“) erstreckt. Sie ist der westlichste Teil des eurasischen Steppengürtels, einer großen Vegetationszone.
Sie wird von der Theiß und der Donau sowie von größeren Nebenflüssen (Maros, Körös) und den beiden Hauptkanälen der Theiß, Keleti- und Nyugati-főcsatorna, durchflossen.
Wichtige Städte der Großen Ungarischen Tiefebene sind:
- in Ungarn die Großstädte Szeged, Debrecen, Kecskemét und Nyíregyháza sowie Szolnok
- in Rumänien Timișoara und Arad im Banat sowie Oradea und Satu Mare
- in Serbien Subotica, Sombor, Kikinda, Zrenjanin und im Süden Novi Sad
- in der Slowakei Michalovce und
- in der Ukraine Uschhorod.

Die Große Ungarische Tiefebene wird heute überwiegend für den Ackerbau genutzt. Noch um 1850 war die Puszta (wörtlich „Ödnis“) häufig Sumpfgebiet und diente vor allem der Viehzucht.
Der westlich der Donau liegende Teil der Großen Ungarischen Tiefebene, der etwa 10.000 km² groß ist, ist die Flussebene Mezőföld, die zwischen Budapest und dem Plattensee beginnt. Sie erstreckt sich zwischen Sárvíz und Donau flussabwärts bis zu den 600–700 Meter hohen Mecsek-Bergen an der Südgrenze zu Kroatien. Im Nordwesten wird die Tiefebene vom Ungarischen Mittelgebirge begrenzt, im Norden vom Nördlichen Mittelgebirge und im Osten vom Karpatenbogen, im Süden vom Balkangebirge.
Nicht zu verwechseln ist diese Tiefebene mit der ähnlichen, aber geomorphologisch anders gearteten Kleinen Ungarischen Tiefebene.
Sie ist ein riesiges Sedimentbecken der Alpen, die tatsächlich tief unter dem Balatongebiet weiterlaufen, Karpaten und Dinariden.